# Monument à Staline (Prague)
Pour les articles homonymes, voir Staline (homonymie).

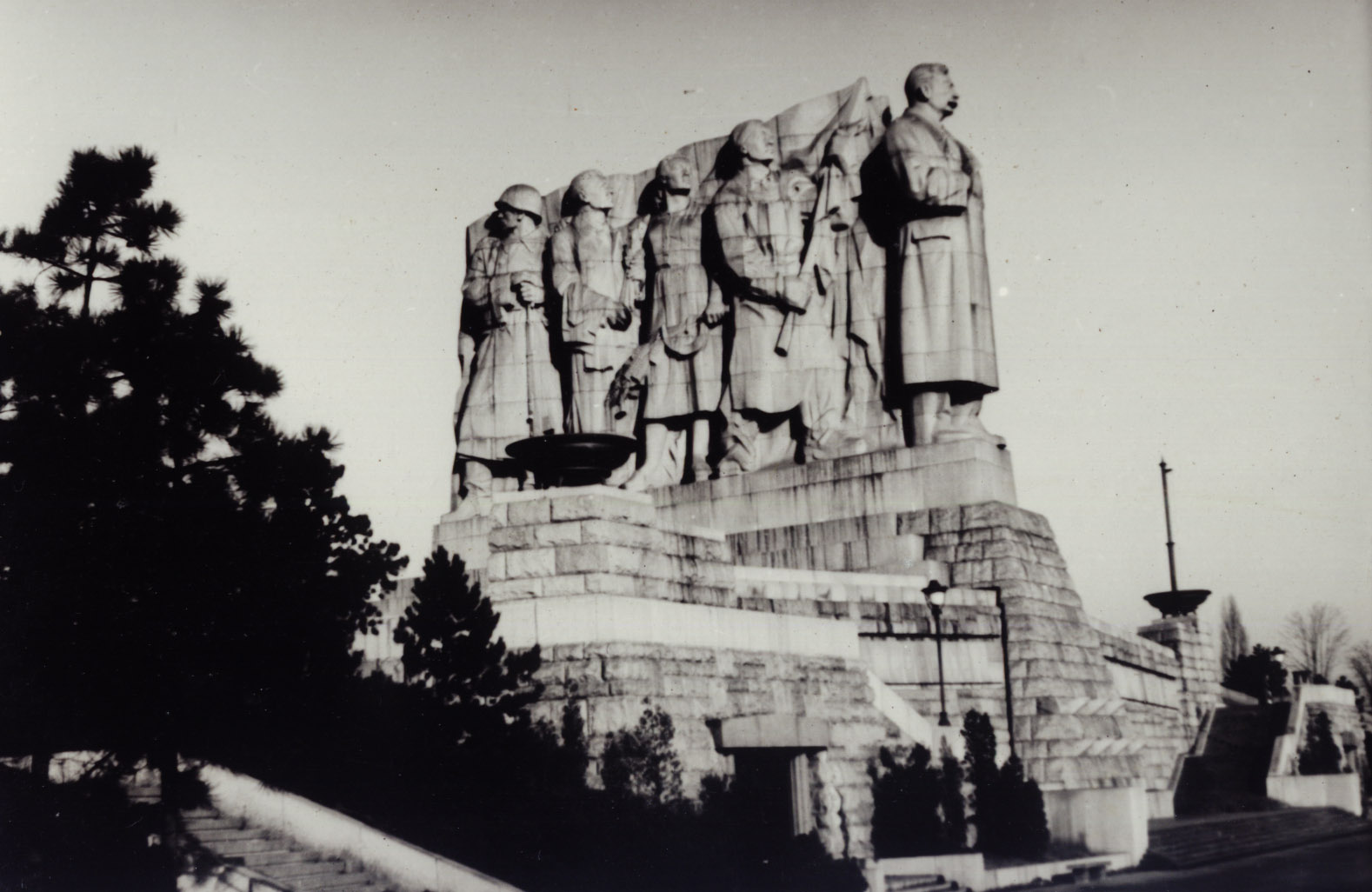
Monument de Staline à Letná vu de l’ouest (date inconnue).

Le Monument à Staline était un monument massif de pierre construit en l’honneur de Joseph Staline à Prague en Tchécoslovaquie. Exemple du culte de la personnalité dans les pays staliniens (ou assimilés) affectant aussi les pays satellites de l'Union soviétique dans les années 1950, il se trouvait à Letná, au centre de Prague, sur la colline de Hradčany qui forme la plaine bordant la rivière Vltava. C’était une des plus grandes sculptures de groupe d'Europe, mesurant 15,5 mètres de haut et 22 mètres de longueur. Elle a été construite entre 1949 et 1955, puis détruite en 1962 lors de la déstalinisation. 

## Histoire

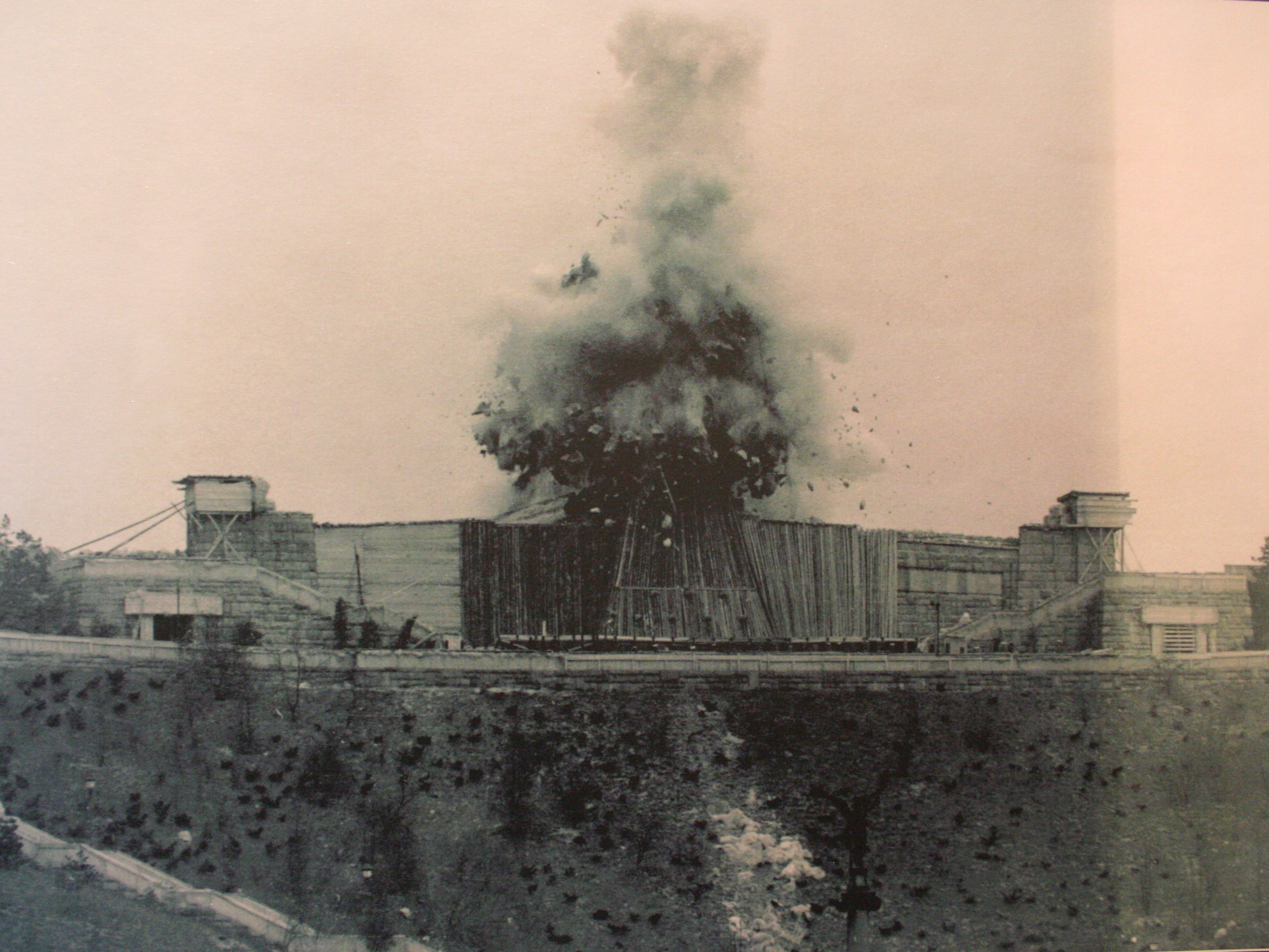
Destruction du monument en 1962.

Après un coup d’État à Prague en février 1948 le Parti communiste tchécoslovaque a décidé la construction de ce monument à Staline. La sculpture d'Otakar Švec et des architectes Jiří et Vlasta Štursa a été sélectionnée. Derrière Staline se trouvaient huit personnes dont quatre représentaient le peuple soviétique et quatre le peuple tchécoslovaque. Le monument portait cette inscription : « À partir de maintenant, le combat séculaire du peuple tchécoslovaque pour son identité nationale et son indépendance peut être considéré comme achevé par la victoire » (J.V. Staline, 16 mai 1945). La construction de cette immense statue de granit a commencé en décembre 1949 et elle fut inaugurée le 1er mai 1955, deux ans après la mort de Staline et une année avant le XXe congrès du Parti communiste de l'Union soviétique démarrant le processus de déstalinisation.
Les dirigeants communistes tchécoslovaques se sont donc sentis obligés de détruire le monument sans aucune publicité en novembre 1962, à l’aide d'explosifs. Le socle est resté vide ainsi que l’immense espace souterrain en dessous. 

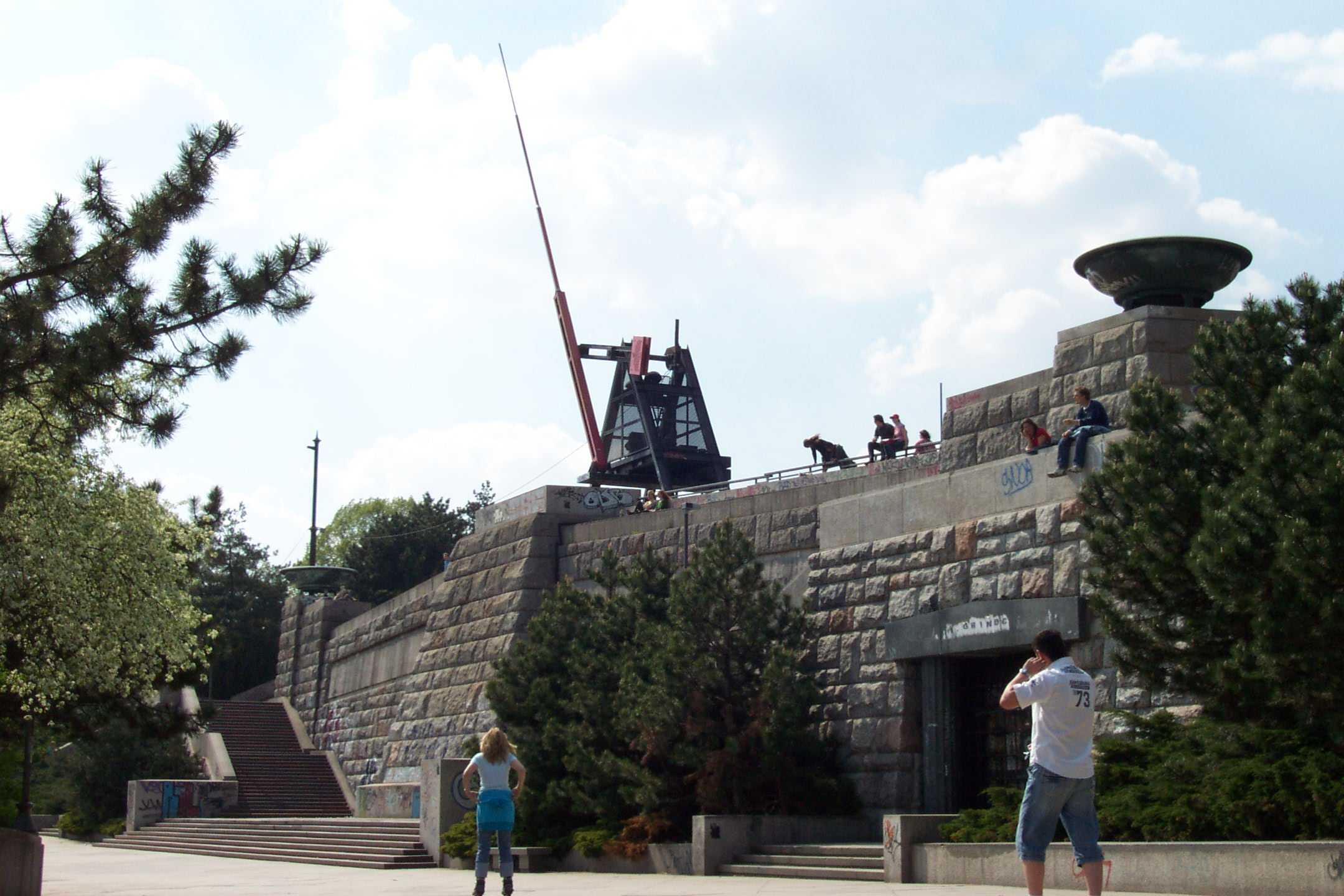
État actuel, vu de l’est (2006).

En 1990, après la chute du communisme en Tchécoslovaquie, une station de radio pirate commença à émettre sur ce lieu sous le nom de « Radio Stalin » et un club de musique rock y fut ouvert. À partir de 1991, le socle servit comme base pour une sculpture de métronome géant. 
La mairie de Prague discute actuellement des possibilités futures du développement de la plaine de Letná. Les plans pour la construction d’un aquarium sont aussi envisagés.

## Anecdotes
Son sculpteur Otakar Švec s’est suicidé peu avant l’inauguration du monument.
Ce monument est probablement celui qui a inspiré Elsa Triolet pour son roman Le Monument (1957).
Les Tchèques avaient l'habitude d'appeler la statue « queue à la boucherie » (Fronta na maso en Tchèque), détournant un Staline mettant la main à la poche pour payer un steak et la dernière personne dans la file regardant ailleurs, sachant qu'il n'y aurait plus de viande à acheter quand viendrait son tour.